# Empir

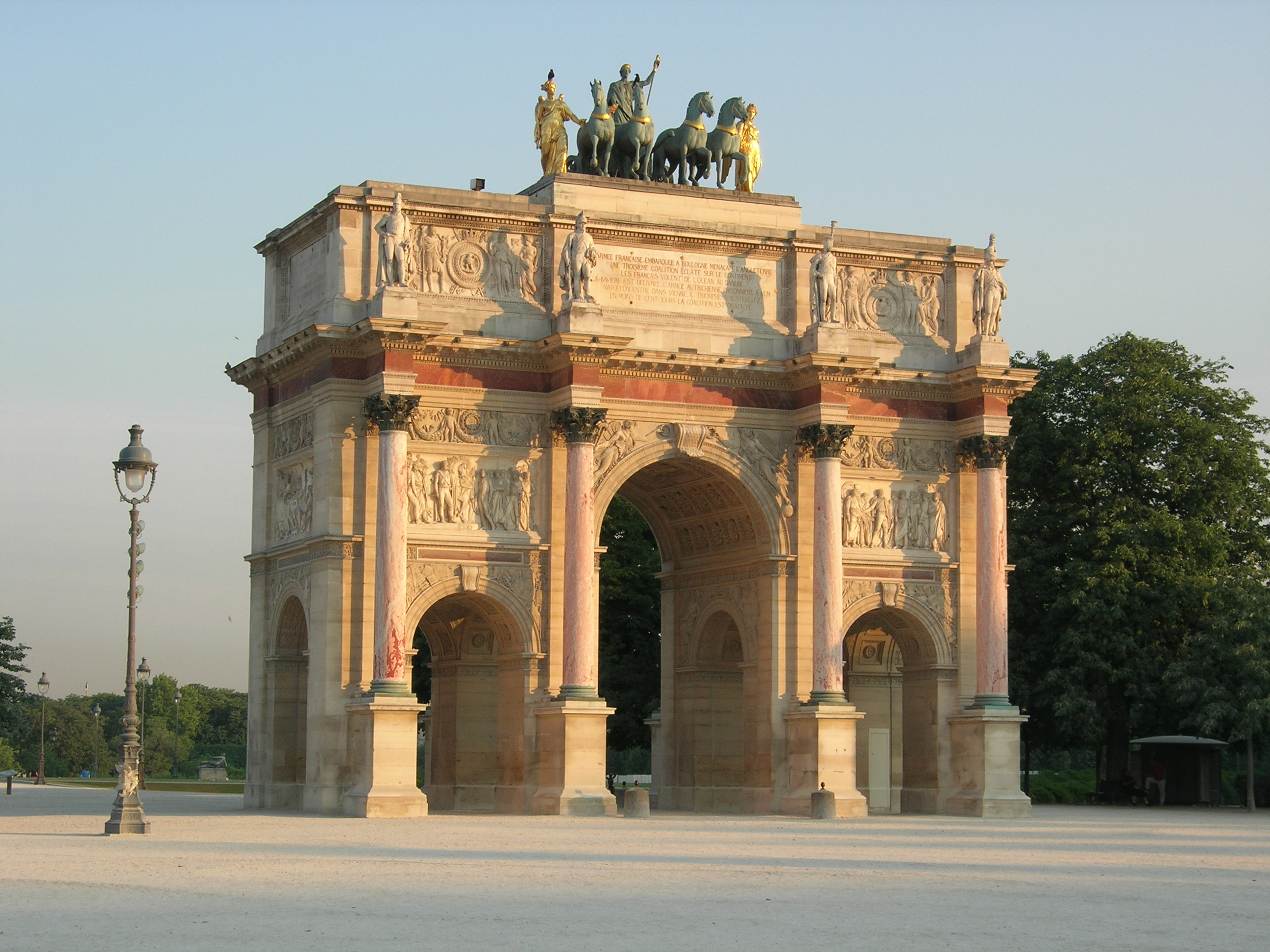
Arc de Triomphe du Carrousel i Paris, Frankrike.

Empir eller empire (av fr. empire "kejsardöme"), även kallad kejsarstil eller Napoleonstil,  är en ursprungligen fransk konststil, som var förhärskande under Napoleon I:s kejsartid (1804–1815). Empiren är en fortsättning på den stränga nyklassicism som efter förberedelser under Ludvig XVI:s tid och direktoriet. Napoleons arkitekter Charles Percier och Pierre Francois Leonard Fontaine blev även ledande för inredningarnas utformande. Det romerska idealet var inte längre allenarådande, utan man hämtade nu även influenser från den grekiska konsten, som redan av Johann Joachim Winckelmann uppmärksammats. Efter Napoleons egyptiska fälttåg fick även egyptisk nyklassicism insteg i stilen.

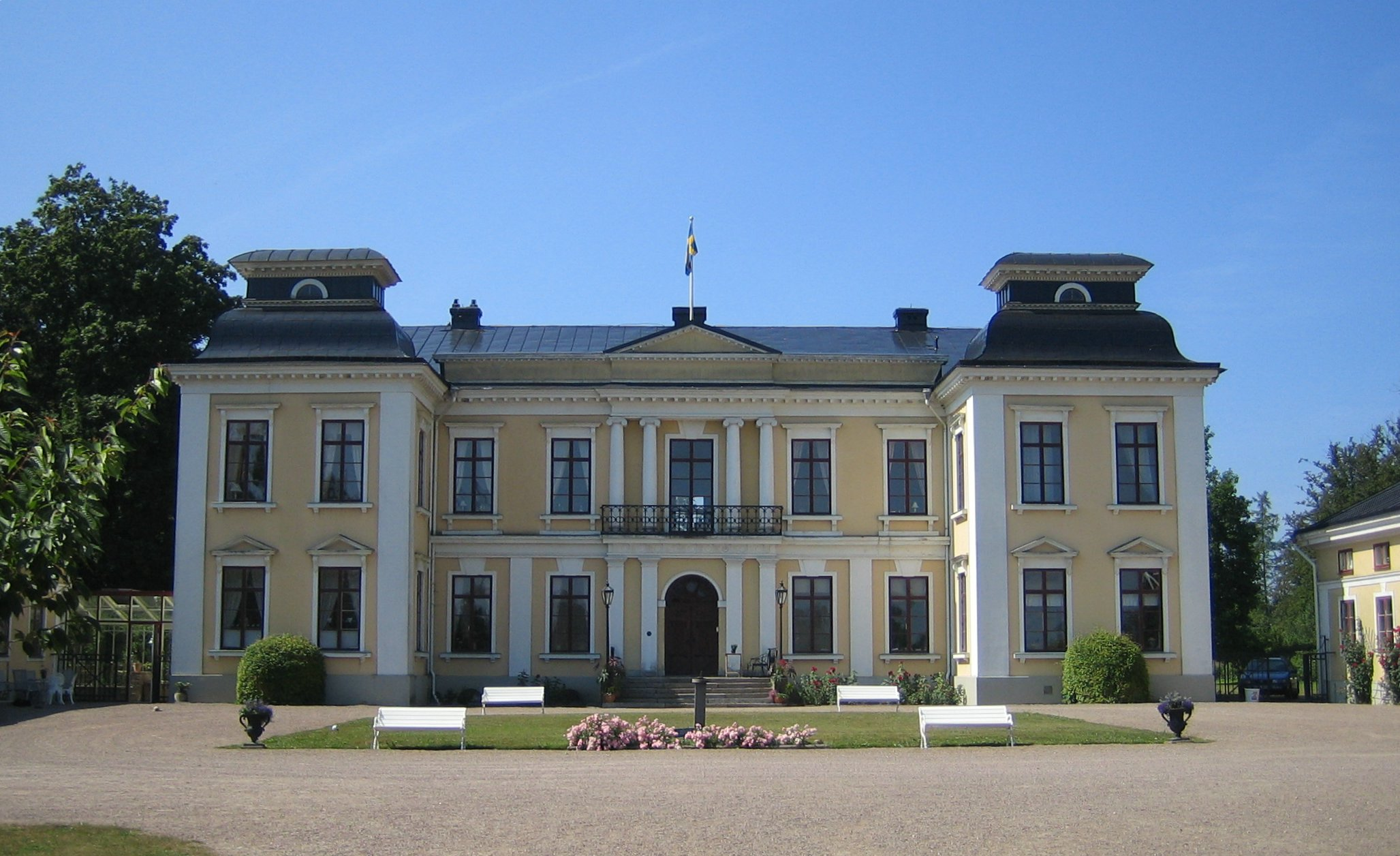
Skottorps slott är ett av norra Europas bäst bevarade slott i empirstil.

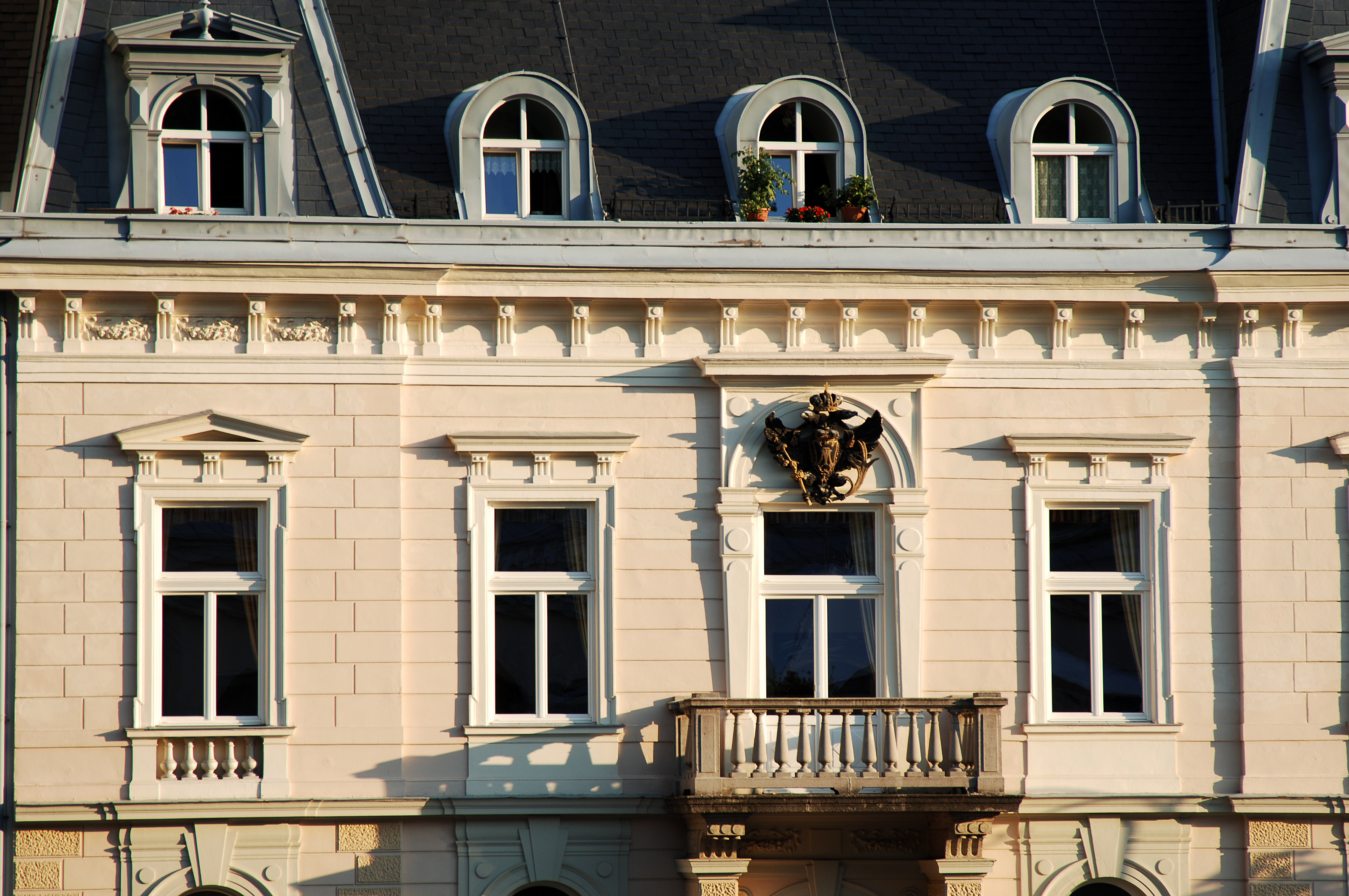
Biedermeierarkitektur i Baden, Österrike.

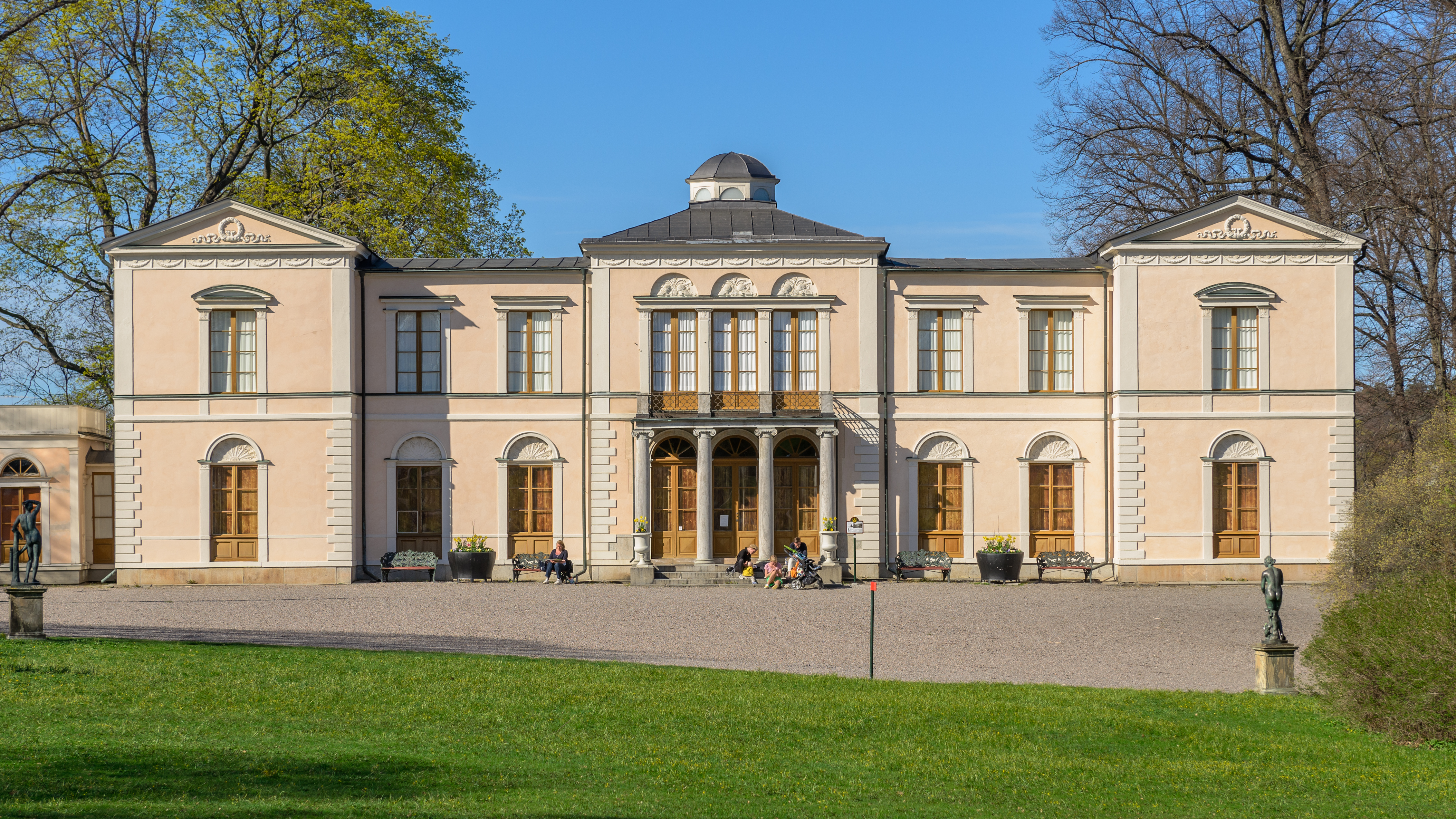
Rosendals slott, Stockholm.

## Mode

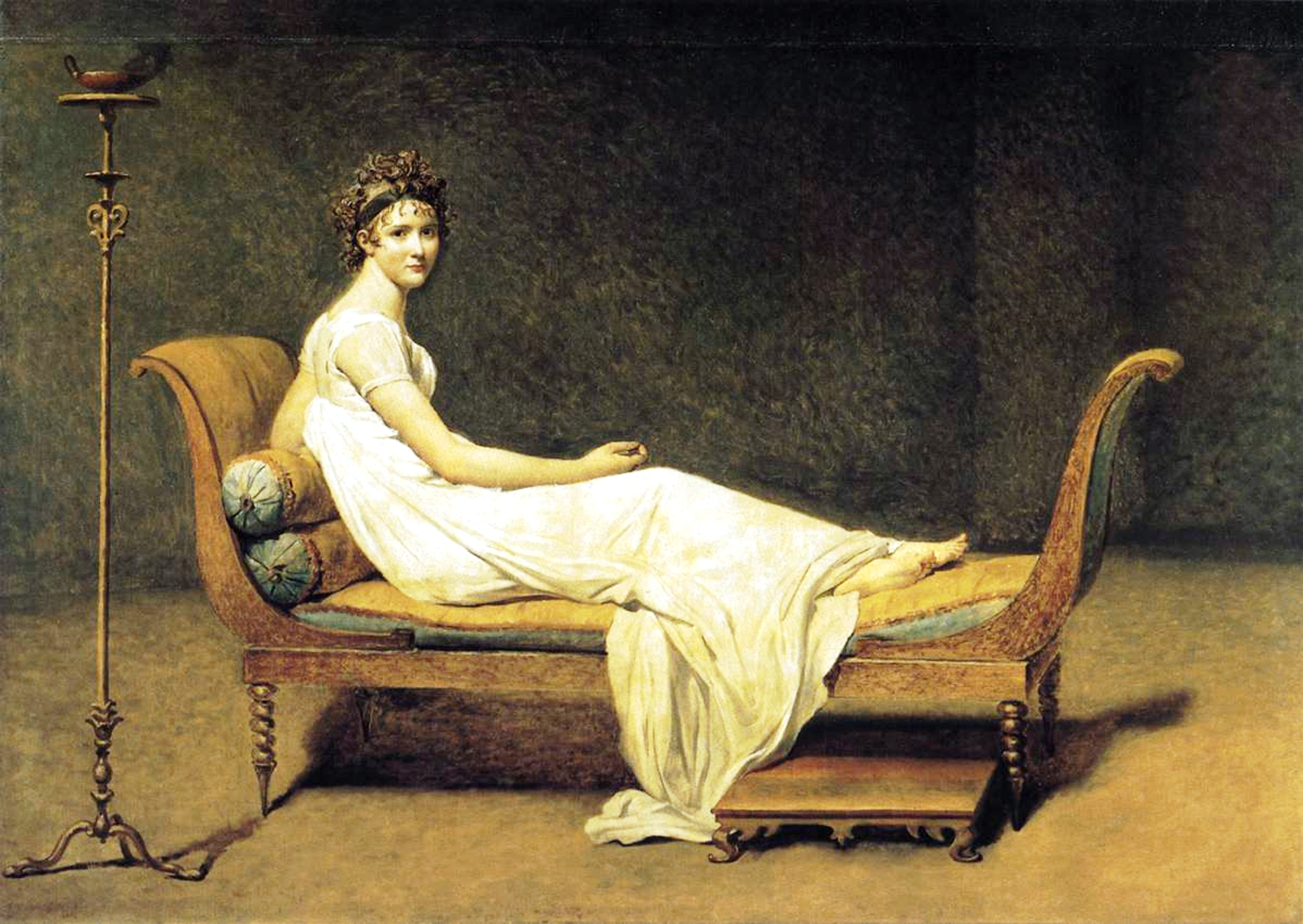
Madame Récamier, målad 1800 av Jacques-Louis David.

Inom modet används empirstil som det motskick som präglar Napoleontiden, men någon tvär avgränsning mot den föregående stilen, direktoarstilen finns inte. Man brukar räkna med empirstil inom mode fram till omkring 1830, även om vissa nyare riktningar hade börjat visa sig inom damdräkten redan omkring 1830.
Under direktoaren var den absoluta enkelhetens tid inom modet. Jacques-Louis Davids målning Madame Récamier visar på övergångsformerna inom modet, där klänningens snitt är empirens, likaså frisyren med de korta lockarna, medan klänningen fall fortfarande är direktoarens. Från och med Napoleons kröning 1804 inträder en större stelhet och prakt, särskilt i de "stora" toaletterna. Frackarna återfick delvis sin överlastade brodyr från 1700-talet, om än i nya, stelare mönster. Broderimönstren innehåller oftast palmetter, rosetter, lotusblommor, lager och andra emblem, som även går igen i inredningsstilen. Omkring 1818 sjönk det tidigare högt skurna livet ned till midjan. Empirdräktens ärm är nästan alltid en kort puffärm, men redan på 1820-talet återinfördes den långa ärmen, som strax före 1830 får 1830-talets typiska fårbogsform.

## Olika länder

### Sverige (Karl Johanstil)
I Sverige används ofta stilbegreppet Karl Johanstil synonymt med svenskt empir. Begreppet kommer efter Sveriges dåvarande kung Karl XIV Johan (kronprins- och regeringstid 1810–1844). De första stegen mot en förenkling av nyklassicismen, en nedtoning av färgskalan och införandet av mahogny och mässingslister, gör sitt inträde redan på 1790-talet, men brukar i Sverige klassas som en del av den sengustavianska stilen. Man för in empirens dekorationsdetaljer men behåller den gustavianska stilens ljusa färger och enkla former. De dåliga relationerna med Frankrike försenade stilens fullständiga genombrott, som kom först i samband med Karl XIV Johans val till tronföljare. På 1820-talet övergår Karl Johanstilen i en stil som mer påminner om Biedermeierstilen, med ljusa träslag som björk och alm, med svärtade detaljer och benbeslag, även om mahognyn fortsätter vara populär. Som Karl Johanstilens främste möbelsnickare räknas Lorentz Wilhelm Lundelius. 
I Sverige räknar man med Karl Johanstilen som utgången som modestil omkring 1850, även om den något tidigare fått börja samsas med nyrokoko och nygotik. Till representanter för stilen i arkitekturen räknas Rosendals slott (arkitekt Fredrik Blom) och Drottningens paviljong (arkitekt Fredrik August Lidströmer). Andra exempel på empirarkitektur i Sverige är Skottorps slott i Halland, och samt Elghammars slott i Södermanland. Inom dräktstilen skiljer sig Karl Johanstilen inte nämnvärt från empiren.

### England (Regency)
Den engelska möbelarkitekten Thomas Sheratons instruktionsbok Cabinet Dictionary (1803) visade upp stora slingor och voluter som blev typiska för den brittiska empiren som på engelska heter regency. Typiskt för regency var också element från Ludvig XVI:s nyklassicism, eller Louis seize-stilen, som exempelvis kolonnetter (hängkapitäl), kanneleringar på avsmalnande ben och bandkanter.
Den engelska regencystilen, som var aktuell i Storbritannien mellan 1790-talet och slutet av 1830-talet, var i hög grad påverkad av den franska empiren och kom allt längre från den lättare möbelstil som representerades av bland andra  Robert Adam och George Hepplewhite under perioden före. Regencystilen är precis som empiren i övrigt frodig och full av självförtroende vilket inte minst visar sig genom den mättade färgskalan som går i karmosinrött (på engelska crimson), kornblått, klargrönt och gult, ofta i kombination med guld och randiga tyger och tapeter.

### Tyskland (Biedermeier)
En variant av senempirstilen var Biedermeier som var populär omkring 1820–1850, särskilt i Tyskland, Österrike och Sverige. Den påminner om Karl Johanstilen och har tydliga influenser från Sheratonstilen och engelsk möbelkonst. Biedermeier kännetecknas av smakfull enkelhet, utan kejsarstilens överlastade ornament, ofta möbler i mahogny, björk eller alm. Svängda linjer och avrundade hörn är vanligt.
Uttrycket Biedermeier uppstod först efter det att stilen upphört och härrör från en serie pekoralistiska dikter av pseudonymen Gottlieb Biedermeier, med kommentarer av Ludwig Eichrodt och Adolf Kussmaul, vilka publicerades 1855–1857 i den populära tyska tidskriften Fliegende Blätter. Här förlöjligade man dikter skrivna av skolläraren Samuel Friedrich Sauter. Bieder betyder ”hederlig, rättfram” och ordet Biedermeier fick innebörden ”trångsynt och självgod kälkborgare”. Möbelstilen utmärks av en bekväm och hemtrevlig gedigenhet.